# Спейкеніссе
Спейкеніссе (нід. Spijkenisse) — місто і колишня громада в провінції Південна Голландія (Нідерланди). З 2015 року входить до муніципалітету Ніссевард. Частина міської агломерації Роттердама. Розташовано на лівому березі основного гирла Рейну (Роттердам розташований на правому березі).

## Склад громади
У громаду входять населені пункти Беренплат, Гекелінген, Ден-Гук і Спейкеніссе.

## Історія
Вперше назва «Спейкеніссе» зустрічається в 1231 році, воно походить від слів «spieke» (коса) і «nesse» («ніс»); це було село на струмку поруч з Ауде-Маас . Спочатку вона належала сеньйорам Пюттена (чий герб тепер використовується містом), в 1459 році весь Пюттенскій феод (включаючи Спейкеніссе) перейшов до бургундського герцога Філіпа III . З 1581 року це землі — володіння графів Голландії.

## Транспорт
У Спейкеніссе знаходиться кінцева станція двох ліній Роттердамського метрополітену .

## Пам'ятки
Починаючи з 2011 року по ідеї уродженця міста дизайнера Робіна Стама в Спейкеніссе були побудовані сім нових невеликих мостів, які відтворюють мости з семи існуючих банкнот євро (спочатку зображені на банкнотах мости були вигаданими, щоб не віддавати перевагу архітектурним спорудам тієї чи іншої країни) .

## Відомі уродженці
- Дункан Лоуренс — нідерландський співак, переможець Євробачення-2019